# بطولة ويمبلدون 1938
قائمة ببطولات ويمبلدون لسنة 1938:

## فردي رجال
دون بدج هزم  بانني أوستين . النتيجة: 6-1 6-0 6-3

## فردي سيدات
هيلين ويلز موودي هزمت  هيلين هول جاكوبز. النتيجة: 6-4, 6-0